# Fil·locàrides
Els fil·locàrides (Phyllocarida) són una subclasse de crustacis malacostracis. Constitueixen el grup més antic dels malacostracis, amb fòssils ja en el Cambrià inferior. Presenten el caràcters morfològics més primitius i probablement d'ells en deriven la resta de malacostracis. Cal destacar que tenen 20 segments corporals, cinc cefàlics, vuit toràcics i set al plèon, a diferència de la resta de malacostracis que tenen un plèon amb sis segments (i 19 en total).

## Sistemàtica
Els fil·locàrides es subdivideixen en quatre ordres, dels quals només els leptostracis tenen espècies vivents en l'actualitat:
- Ordre Archaeostraca Claus, 1888 †

- Ordre Canadaspidida Novozhilov, 1960 †

- Ordre Hoplostraca Schram, 1973 †

- Ordre Hymenostraca Rolfe, 1969 †

- Ordre Leptostraca Claus, 1880